# Lafcadio Hearn

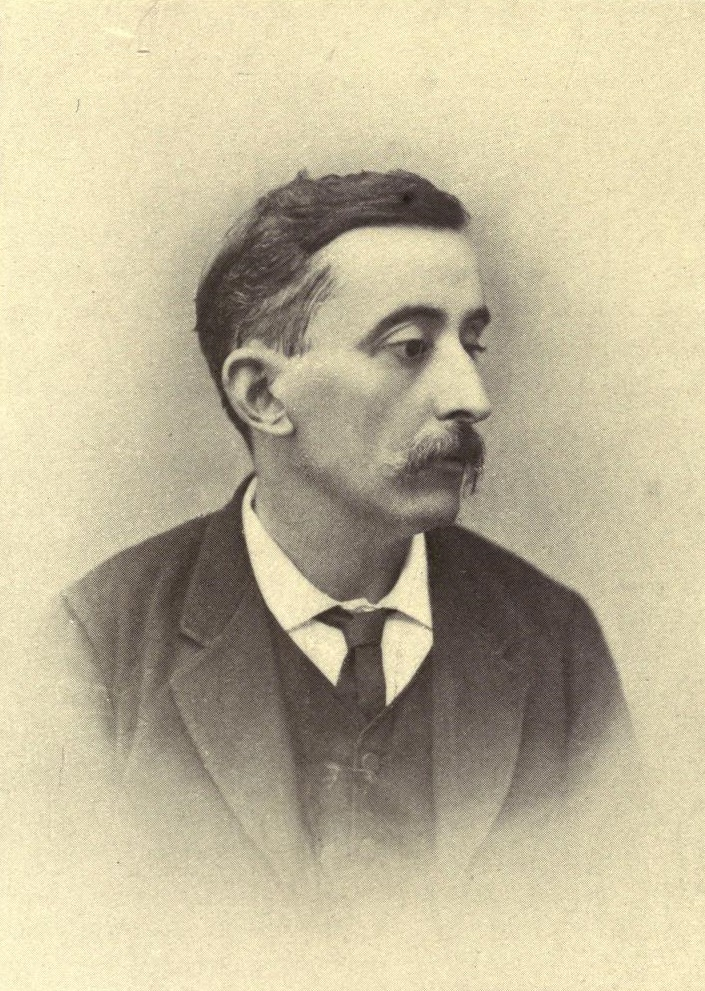
Hearn fotogaferad i Martinique år 1888

Patrick Lafcadio Hearn, som japansk medborgare Koizumi Yakumo (小泉 八雲), född 27 juli 1850 på Lefkas i Grekland, död 26 september 1904 i Japan, var en författare och japanolog av irländsk-grekiskt ursprung. Han skrev många böcker om japansk kultur, och hade stor betydelse för de kulturella kontakterna mellan England och Japan. 

## Biografi
Lafcadio Hearn föddes på ön Lefkas i västra Grekland som son till en irländsk militärläkare och en grekisk kvinna från Kythera. Vid två års ålder fördes han till Irland där han togs hand om av sin gammelmoster Sarah Brenane. Han fick en katolsk utbildning i Storbritannien och Frankrike. I samband med en olycka i skolan förlorade han synen i vänster öga vid 16 års ålder.
När Hearn var 19 år gammal förklarades gammelmostern bankrutt, och han utvandrade då själv till USA där han började arbeta som journalist i Cincinnati. Han flyttade sedan till New Orleans och Martinique där han fascinerades av den kulturella mångfalden, vilket var ett ämne han gärna skrev om. Efter att ha mött den japanska kulturen vid en utställning i New Orleans, och läst en översättning av Kojiki, bestämde han sig för att resa till Japan.
Han kom till Japan april 1890 och började arbeta som engelsklärare i Matsue. Efter några år som lärare blev han 1896 lektor i engelsk litteratur vid Tokyo universitet. Samma år gifte han sig med Koizumi Setsu som tillhörde en lokal samurajfamilj, och blev japansk medborgare. Natsume Soseki ersatte honom i hans post på Tokyo universitet 1903, och han blev lärare på Waseda universitet istället. Han dog i en hjärtattack den 26 september 1904 vid 54 års ålder.

## Författarskap och eftermäle
Hearn författade tolv berömda böcker om Japan, varibland märks Glimpses of unfamiliar Japan (1894), Kokoro (1896), Gleanings in Buddha fields (1897) och framför allt Japan, an attempt at interpretation (1904). Många av hans böcker utges fortfarande och är mycket lästa, till exempel In ghostly Japan, Japan: An Interpretation och Glimpses of unfamiliar Japan. Japanerna är fortfarande fascinerade av Hearn, vars böcker för första gången tillät dem att se på sin kultur genom en utomståendes ögon. Han var också en av västvärldens främsta översättare av japanska och en djärv och okonventionell tänkare på sin tid och intresserad av Japans folklore och vidskeplighet.

## Utmärkelser
Asteroiden 8114 Lafcadio är uppkallad efter honom.